# Jesús Manzano
Pour les articles homonymes, voir Manzano (homonymie).
Manzano  Ruano est un nom espagnol. Le premier nom de famille, en général paternel, est Manzano ; le second, en général maternel, souvent omis, est Ruano.
Jesús María Manzano Ruano, né le 12 mai 1978 à San Lorenzo de El Escorial, est un coureur cycliste espagnol, professionnel de 2000 à 2003.

## Biographie
Vice-champion d'Espagne espoirs en 1999, Jesús Manzano fait ensuite ses débuts professionnels en 2000 au sein de l'équipe Kelme-Costa Blanca. En 2001, il remporte une étape du Tour de La Rioja. Il dispute en septembre le Tour de l'Avenir, course réservée aux coureurs de moins de 25 ans. Il en remporte le classement de meilleur grimpeur et termine à la cinquième place du classement général.
En 2003, lors de l'étape de Morzine du Tour de France, il est pris d'un malaise sous la canicule et est emmené d'urgence à l’hôpital.
Il est licencié par Kelme à la fin du Tour d'Espagne après avoir été surpris dans sa chambre en compagnie d'une femme.

### Aveux de dopage
Il explique par la suite à la presse espagnole le dopage organisé au sein de l'équipe Kelme, l'auto-transfusion pratiquée au sein de l'équipe (entre autres par son leader, Alejandro Valverde) et les raisons de son malaise le 12 juillet lors du Tour de France 2003, causé par 50 ml d'un produit inconnu, qu'il apprend ultérieurement être de l'oxyglobine,. Outre les auto-transfusions, l'équipe utilisait des hormones de croissance, notamment la somatropine recombinante car elle n'est pas détectable, de l'IGF-1, de l'albumine humaine pour déjouer les contrôles, de l'oxyglobine pour s'ajouter à l'hémoglobine sans laisser de traces, de l'actovegin pour augmenter le volume de globules rouges, de l'EPO consommée quasi-quotidiennement, de la nandrolone destinée à augmenter la masse musculaire et l'endurance. Il reçoit des menaces de morts à la suite de ces révélations.
Ces déclarations sont à l'origine de l'affaire Puerto qui touche le cyclisme ainsi que d'autres sports à partir du printemps 2006. Il explique lors de son procès avoir frôlé la mort à deux reprises, lors de son malaise à la suite de l'injection d'oxyglobine, puis quelques jours plus tard à la suite d'une transfusion d'une poche de sang mal identifiée.

## Palmarès
- 1999
  - 2e du championnat d'Espagne sur route espoirs
- 2001
  - 3e étape du Tour de La Rioja
- 2003
  - 4e étape du Tour de Catalogne

## Résultats sur les grands tours

### Tour de France
1 participation
- 2003 : abandon (7e étape)

### Tour d'Espagne
2 participations
- 2002 : non-partant (16e étape)
- 2003 : non-partant (18e étape)

### Tour d'Italie
2 participations
- 2001 : abandon (6e étape)
- 2002 : abandon (5e étape)